# Дрексель, Иеремия
Иеремия Дрексель (варианты фамилии нем. Drechsel  или лат. Drexelius) (5 августа 1581—19 апреля 1638) — иезуитский писатель и богослов, профессор гуманитарных наук и риторики. Автор труда «Илиотропион, или сообразование человеческой воли с Божественной Волей», переведённого на русский язык Иоанном Тобольским.

## Биография
Иеремия Дрексель родился в Баварии, в городе Аугсбург, где первоначально воспитывался в лютеранской вере. Впоследствии был обращен в католичество и преподавал в иезуитской семинарии в Диллингене, в качестве профессора риторики. На протяжении двадцати трёх лет являлся придворным священником при дворе Максимилиана I, курфюрста Баварии. По воспоминаниям современников, его голос при проповедях был настолько сильным, что его было слышно в каждом уголке церкви, а его проповеди были настолько захватывающе увлекательными, что по прошествии часа слушателям казалось, что прошло всего несколько минут.
Дрексель прекратил проповедовать в 1621 году и посвятил себя написанию и составлению богословских трудов. Иеремия Дрексель является автором около 20 работ, которые в своё время пользовались широкой популярностью у читателей и были переведены на несколько европейских языков (в том числе и на русский, см. Илиотропион). Его сочинения, посвященные вечной истине, добродетели и христианскому образу жизни издавались сотнями тысяч копий (и это в XVII веке).
Иеремия Дрексель умер в Мюнхене 19 апреля 1638 года.

## Неполная библиография
- 1627 год Heliotropium, seu conformatio humanae voluntatis cum divina.
- 1629 год Trismegistus christianus («Трисмегист Христианин»)
- 1630 год Gymnasium Patientae («Школа терпения»)
- 1641 год Daniel, Prophetarum Princeps (print post mortem)
- 1643 год Hieremia Drexel, David Regio Psaltes, Munich